# Championnat d'Autriche de football 2002-2003
Navigation
Saison précédente Saison suivante
La saison 2002-2003 du Championnat d'Autriche de football était la 92e édition du championnat de première division en Autriche. Les 10 meilleurs clubs du pays se retrouvent au sein d'une poule unique, la Bundesliga, où ils s'affrontent quatre fois, deux fois à domicile et deux fois à l'extérieur. À l'issue du championnat, le dernier de la poule est relégué et remplacé par le club champion de D2.
Cette saison voit le sacre du FK Austria Vienne, qui termine en tête du championnat, devançant de 13 points le Grazer AK et de 14 points le SV Austria Salzbourg. Il s'agit du 22e titre de champion d'Autriche de son histoire, 10 ans après son dernier succès en Bundesliga. L'Austria réussit d'ailleurs le doublé Coupe-championnat en battant le FC Kärnten en finale de la Coupe d'Autriche.

## Les 10 clubs participants
| - SV Pasching - Promu de 2e division - SK Rapid Vienne - Grazer AK - SK Sturm Graz - FK Austria Vienne | - SV Austria Salzbourg - SV Ried - SC Schwarz-Weiß Bregenz - VfB Admira Wacker Mödling - FC Kärnten |

## Compétition

### Classement
Le barème utilisé pour établir le classement est le suivant :
- Victoire : 3 points
- Match nul : 1 point
- Défaite : 0 point

| Rang | Équipe                    | Pts | J  | G  | N  | P  | Bp | Bc | Diff |
| ---- | ------------------------- | --- | -- | -- | -- | -- | -- | -- | ---- |
| 1    | FK Austria Vienne C       | 70  | 36 | 21 | 7  | 8  | 59 | 28 | +31  |
| 2    | Grazer AK                 | 57  | 36 | 15 | 12 | 9  | 56 | 39 | +17  |
| 3    | SV Austria Salzburg       | 56  | 36 | 15 | 11 | 10 | 51 | 46 | +5   |
| 4    | SK Rapid Vienne           | 51  | 36 | 13 | 12 | 11 | 40 | 38 | +2   |
| 5    | SV Pasching P             | 49  | 36 | 13 | 10 | 13 | 41 | 37 | +4   |
| 6    | SK Sturm Graz             | 47  | 36 | 14 | 5  | 17 | 50 | 62 | -12  |
| 7    | VfB Admira Wacker Mödling | 44  | 36 | 11 | 11 | 14 | 36 | 46 | -10  |
| 8    | FC Kärnten                | 41  | 36 | 11 | 8  | 17 | 45 | 57 | -12  |
| 9    | SC Schwarz-Weiß Bregenz   | 39  | 36 | 9  | 12 | 15 | 48 | 58 | -10  |
| 10   | SV Ried                   | 38  | 36 | 10 | 8  | 18 | 41 | 56 | -15  |

|  | Qualification pour la Ligue des clubs champions 2003-2004                               |
|  | Qualification pour la Coupe UEFA 2003-2004                                              |
|  | Qualification pour la Coupe Intertoto 2003                                              |
|  | Relégation en 1.division                                                                |
|  | T : Tenant du titre C : Vainqueur de la Coupe d'Autriche P : Promu de deuxième division |

## Bilan de la saison
| Championnat d'Autriche de football 2002-2003 |                                          |
| Champion                                     | FK Austria Vienne (22e titre)            |
| Coupes et trophées                           |                                          |
| Vainqueur de la Coupe d'Autriche 2002-2003   | FK Austria Vienne                        |
| Qualifications continentales                 |                                          |
| Ligue des clubs champions 2003-2004          | FK Austria Vienne (3e tour préliminaire) |
| Ligue des clubs champions 2003-2004          | Grazer AK (2e tour préliminaire)         |
| Coupe UEFA 2003-2004                         | FC Kärnten                               |
| Coupe UEFA 2003-2004                         | Austria Salzbourg                        |
| Coupe Intertoto 2003                         | SV Pasching                              |
| Promotions et relégations                    |                                          |
| Promus en Bundesliga                         | SV Mattersburg                           |
| Relégués en 1.division                       | SV Ried                                  |